# Brent Malone
Der Maler Richard Brent Malone (* 1941 in Nassau, Bahamas; † 25. Februar 2004 ebenda) war ein Vertreter des Fotorealismus und ein Galeriebesitzer.

## Leben
Brent Malone startete seine Karriere in Nassau als Töpfer. In der Chelsea Pottery arbeitete er als Neuling, wollte jedoch nach seinem Kunststudium an der Don Russell's Academy of Fine Arts nach England ziehen, um dort am Ravens Bourne College als Kunstlehrer Zeugnisse auszustellen. Ein weiteres Studium wurde deshalb an der Bechenham School of Art herangezogen. Malone wurde – 1964, also 23 Jahre später – von Sir Harold Christie dazu eingeladen, wieder nach Nassau zurückzukehren, und Vorsitzender der Chelsea Pottery zu werden. Nach kurzer Zeit und einer Umbenennung in Bahamian Pottery gab er das Geschäft auf. Dieses Experiment half ihm bei seinem späteren Beruf als Galeriebeitzer. Er besaß die Loft Gallery, die Matinee Gallery, die Temple Gallery und die Marlborough Antiques über sein gesamtes Leben. Diese Galerien waren wichtige Ausstellungsräume für junge Künstler von den Bahamas, deren Werke für Malone sehr wichtig waren. Mit Antonius Roberts, Max Taylor, Stan Burnside, Jackson Burnside und John Beadle gründete er 1991 die Gruppe B.-C.A.U.S.E. für die Verkörperung ihrer Kunst. In vielen Bildern Malones wird die Junkanoo Parade dargestellt. Neben dem hauptsächlichen Fotorealismus enthalten seine Bilder auch Surrealismus.
2004 starb er an einem Herzinfarkt in einem Krankenhaus in Nassau.
| Personendaten    | Personendaten                              |
| ---------------- | ------------------------------------------ |
| NAME             | Malone, Brent                              |
| ALTERNATIVNAMEN  | Malone, Richard Brent (vollständiger Name) |
| KURZBESCHREIBUNG | bahamäischer Maler                         |
| GEBURTSDATUM     | 1941                                       |
| GEBURTSORT       | Nassau (Bahamas)                           |
| STERBEDATUM      | 5. Februar 2004                            |
| STERBEORT        | Nassau (Bahamas)                           |